# Lừa hoang Turkmenia
Lừa rừng Turkmenia (Danh pháp khoa học: Equus hemionus kulan) hay còn gọi là Lừa hoang Transcaspia hay còn gọi với tên bản địa là kulan là một phân loài của loài lừa hoang Trung Á có nguồn gốc từ Turkmenistan. Chúng đang ở tình trạng nguy cấp và đã được tuyên bố nguy cơ tuyệt chủng vào năm 2008. 

## Dân số
Từ năm 2005, người ta ước tính tại ở Turkmenistan có 1,295-1,345 cá thể. Dân số của loài gần đây đã bị suy giảm ở nước này trong khi nó gia tăng dần trong và được du nhập lại. Các loài kulan Turkmenian đã được du nhập lại ở Kazakhstan, Uzbekistan và Ukraine, nơi lừa hoang Trung Á trước đây tồn tại, cũng tại Israel, nơi mà các phân loài đang làm cho lai tạo với lừa hoang Ba Tư trong hoang dã.

## Đặc điểm
Chúng lớn hơn một chút so với lừa. Chúng nặng khoảng 290 kg và dài khoảng 2,1 mét (độ dài bao gồm đầu và thân), và là tương tự như ngựa nhiều hơn. So với ngựa thì chân của chúng ngắn hơn và màu lông của chúng dao động phụ thuộc theo mùa. Nói chung, lông của chúng có màu nâu ánh đỏ trong mùa hè, trở thành nâu ánh vàng trong các tháng mùa đông. Chúng có sọc màu đen có viền màu trắng mở rộng xuống phía dưới của đoạn giữa lưng.

## Du nhập
Các loài kulan Turkmenian được biết đến sống ở các vùng nóng và lạnh hơn. Giống lừa rừng đã được đưa vào khu vực tuyệt chủng ở Israel, Saudi Arabia, Iraq, Jordan, Syria và khu vực phía nam của Siberia. Các loài lừa hoang Turkmenia sử dụng để được phổ biến rộng rãi ở miền Trung đến phía bắc châu Á. Tuy nhiên, hiện nay chỉ có ở Turkmenistan và đã được du nhập lại ở miền nam Kazakhstan.
Hai phân loài một giống lừa rừng, các một giống lừa rừng Ba Tư và các loài kulan Turkmenian đang được du nhập lại với phạm vi trước đây của chúng, kể cả ở các vùng khác của lừa hoang Syria sử dụng xảy ra ở Trung Đông. Một giống lừa rừng Ba Tư một mình đã được du nhập lại với các sa mạc của Ả Rập Saudi.

## Phân loài liên quan
- Lừa hoang Mông Cổ (khulan), Equus hemionus hemionus
- Lừa hoang Ba Tư (gur), Equus hemionus onager
- Lừa hoang Ấn Độ (khur), Equus hemionus khur
- Lừa hoang Syria hay hemippe, Equus hemionus hemippus